# دبي (خط طباعة)
دبي هو خط طباعة تستخدمه حكومة دبي بعد أن عقدت شراكة مع مايكروسوفت. صممه فريق من ستة أعضاء بقيادة نادين شاهين من شركة مونوتايب وهي من شركة صياغة خطوط مقرها في الولايات المتحدة. يحتوي الخط على نصوص لاتينية وعربية. تم تضمين الخط الذي صدر في 30 أبريل 2017 كجزء من نظامي التشغيل ويندوز 10 ومايكروسوفت 365، ومتاح أيضًا للتحميل مجانًا. يُستخدم هذا الخط في الكتابة من قبل جميع الدوائر الحكومية في دبي وفقًا لتعليمات المجلس التنفيذي، ويعتبر أول خط من شركة مايكروسوفت يحمل اسم مدينة.
استوحي الخط  من الموروث الشعبي لدولة الإمارات، و اللوحات التي تحكي عن عادات الإمارات ، و لوحات السفن التقليدية،  كما تبنى  أحدث ما توصلت إليه الممارسات العالمية في عالم الخطوط الرقمية وقد استغرق تصميمه 16 شهراً ويمكن ل  100 مليون مستخدم  الحصول عليه.

## لغات
يدعم الخط 23 لغة وهي: الأفريكانية والعربية والبشكنشية والبريتنيكية والكتالونية والدنماركية والهولندية والإنجليزية والفنلندية والفرنسية والغالية والألمانية والأيسلندية والإندونيسية والإيطالية والنرويجية والفارسية والبرتغالية والسامي والإسبانية والسواحلية والسويدية والأردية.

## وصلات خارجية
تحميل «خط دبي»